# Cerasphorus
Cerasphorus is een kevergeslacht uit de familie van de boktorren (Cerambycidae). De wetenschappelijke naam van het geslacht werd voor het eerst geldig gepubliceerd in 1834 door Audinet-Serville.

## Soorten
Cerasphorus omvat de volgende soorten:
- Cerasphorus brunneus Hintz, 1910
- Cerasphorus elongatus Fuchs, 1961
- Cerasphorus hirticornis Audinet-Serville, 1834
- Cerasphorus marginatus Fuchs, 1971
- Cerasphorus minutus Quentin & Villiers, 1980